# Alain-Marcel Linse
Alain-Marcel Linse (París, 1956-), es un artista escultor francés. Formado en la Escuela de Bellas Artes de París, en 1994 se instaló en Brasil donde colaboró con Paulo Lisboa en la Universidad de Gerais, en Belo Horizonte. 
El estilo de Linse se cataloga como abstracto con alusión a la anatomía, trabajando especialmente el bronce pero también otros materiales.